# Настільні ігри мая

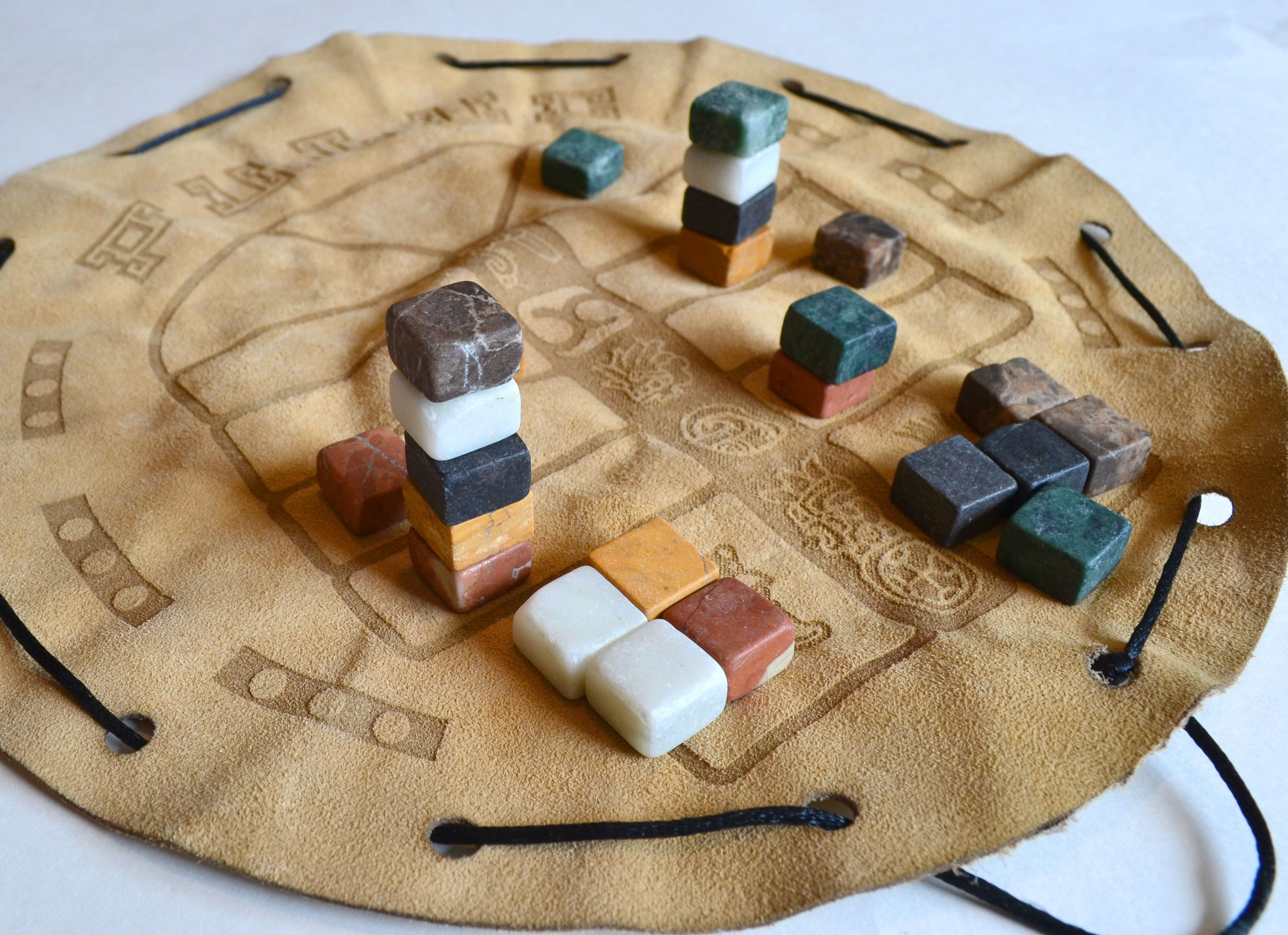
Гра «пулук»

Настільні ігри мая — азартні ігри у народів цивілізації мая, що були поширені з кінця класичного періоду до появи в Америці іспанських конкістадорів. В них грали від 2 до 10 учасників. Натепер відомо про дві гри — «патоллі» і «пулук». Патоллі відомий насамперед в мая Юкатана і мая-кіче, в пулук грали мая Гватемали та західної частини південних низовин.

## Патоллі
За віруваннями мая цю гру вигадали боги. Першими грали божества Ішмукане і Ішпійакок, що вигадали календар. Про патоллі мая класичного періоду замало інформації. Відомо, що вона мала відмінності від гри, яку потім грали народи центральної Мексики. За однією версією саме мая її вигадали, за іншою запозичили у мешканців Теотіуакана. В качи колапсу мая класичного періоду патоллі забулася. У XI ст. із вторгненням на Юкатан тольтеків відбувається відродження гри, проте вже у центральномексиканському варіанті.
Патоллі також використовувалася в релігійних цілях і для ритуального ворожіння — вважалося, що, кидаючи боби, передбачають майбутнє. Гра трактувалася як магічна дія, в якій імітувалися періоди і пересування небесних тіл.
Привертає увагу точний збіг патоллі з маяською технікою лічби. У неї грає від 2 до 4 осіб одночасно. Гра проводиться на діагонально розташованих лініях, розкреслених на квадрати, з використанням червоних і синіх фішок (розфарбовані камінчики або боби) і 5 бобів з поглибленнями з одного боку (іноді використовуються 4), як кубиків. Гралася зазвичай на полу або тканинах (ковдрах).
Метою гри є потрапляння фішки в останній квадрат поля, тобто в квадрат, розташований безпосередньо перед квадратом введення фішки в гру. При цьому слід провести всі фішки навколо поля назад в «кошик» до того, як це зробить опонент, і зробити це так, щоб у гравця залишилася більша кількість «очок».

## Пулук
Мала також назви бууль (гра на вдачу), хашбіл (тренування), хашбіл-бууль, боолік. Це, на думку дослідників, пов'язано або грою представників різних верств майського суспільства, або різних регіонів. Найбільшого поширення набула серед мая сучасної Гватемали. Вважається, що в неї грали десь з XIII ст. З порівняна патоллі і пулука помітно, що останній розвився на основі першого.
Спочатку мала ритуальне значення. В неї грали в ніч перед початком сівби маїсу, партію за партією, до знемоги. Кожен виграш зустрічали радісними криками. Хто скільки разів переміг, не рахували — потрібно було тільки радіти вдалій грі і уславлювати богів. Зерно, приготоване до посіву, повинно було вдосталь просочитися радістю і щастям до того, як його кинуть у землю і надовго приховають від сонячного світла. Мая вважали, що, сіючи маїс, вони посилають зерна в підземне царство, а після ті повертаються у вигляді молодих паростків. Гра була покликана дати зернам сили для цього відродження.
Пулук зміг вціліти під іспанським пануванням і дожити до наших днів. Ймовірно, католики-іспанці, безжально знищували всі сліди місцевих вірувань, просто не зрозуміли, що це таке. Адже в пулук найчастіше грали на доріжці, викладеної з качанів кукурудзи, які служили «роздільниками» між «клітинами» ігрового поля. Пізніше з'явилися доріжки з дев'яти клаптиків тканини і поля у вигляді східчастих пірамід або дощечках підвісного моста.
У різних варіантах гри зустрічається різна кількість фішок і «клітин». При цьому кількість «кліток» завжди повинно бути непарним, а фішок (у обох гравців разом) завжди на одну більше, ніж «клітин». У грі бере участь від 2 до 10 гравців. Вони поміщають 25 зерен на гральній дошці. Гра триває кілька годин. В середньому 5 раундів по годині.
Сутність гри в тому, щоб, проходячи по ігровому полю, захоплювати фішки супротивника і забирати їх собі. Однак на тлі безлічі подібних ігор пулук унікальний. За його правилами захоплені фішки не стираються з поля відразу, а ще деякий час продовжують брати участь в грі і їх можна повернути
Традиційно заведено розташовувати поле горизонтально між гравцями. У цьому випадку «будинок» гравця знаходиться від нього ліворуч, а шлях його фішок пролягає зліва направо.
На початку гри всі фішки знаходяться в «будинках» за межами поля. Право першого ходу визначається кидком кісток. Першим ходить гравець, який викинув більше очок. Далі гравці ходять по черзі. Завдання гравця — захопити і вивести з поля всі фішки супротивника.
Мая використовували на кшталт кісток зерна маїсу, помічені з одного боку (вони-то і називалися буул). Очки рахуються так: якщо випадає 1 мічена — 1 очко, 2 мічених — 2, 3 мічених — 3, 4 мічених — 4, 0 мічених — 5 очок.
Гравці по черзі кидають кістки й рухають фішки на число очок, що випало. За один хід гравець може пересунути одну фішку або ввести в гру нову. Якщо «клітка» вже зайнята «своєї» фішкою, ставити туди ще одну не можна. «Перестрибувати» свої і чужі фішки й «башточки» можна без обмежень. Якщо у гравця немає можливості зробити хід (усі підхожі «клітки» зайняті власними фішками), хід пропускається. Одночасно в грі може перебувати будь-яка кількість фішок. Фішки доходять до протилежного кінця поля й «виходять» на боці супротивника. Точний кидок для виходу не потрібен, достатньо, щоб кількість очок, що випали, було більше кількості «клітин», що залишилися. Вийшовши з поля, фішка повертається на старт і знову вводиться в гру.
Якщо на «клітці», куди приходить фішка, стоїть фішка противника, можна захопити її, тобто ставите свою фішку зверху, утворюючи «башточку». Фішка супротивника тепер перебуває в полоні, і далі рухається її разом зі своєю фішкою. Можна захоплювати кілька фішок і «башточок» супротивника послідовно — як одиночною фішкою, так і власною башточкою. Якщо в башточці є і ваша фішка, захоплена противником раніше, то, наступного разу рухаючи башточку, необхідно її звільнити: на потрібне число очок просувається не вся башточка, а тільки та її частина, яка знаходиться вище фішки гравця. При цьому, якщо під звільненою фішкою є фішки супротивника, вони залишаються у неї в полоні. Звільнені фішки (або башточки) знову знаходять можливість самостійного руху. Якщо в башточці є кілька фішок гравця, звільнення починається з верхньої з них. За один хід можна звільнити з башточки лише одну фішку. Захоплень і звільнень фішок і башточок може бути скільки завгодно. Після того, як башточка виводиться з поля, фішки супротивника, що знаходилися в ній, вважаються «з'їденими» і залишаються у гравця, а його повертаються на старт. Захоплювати фішки, що знаходяться в «домі» супротивника, не можна.